# Dorpenomloop Rucphen 2014
La Dorpenomloop Rucphen 2014, trentottesima edizione della corsa, valida come evento dell'UCI Europe Tour 2014 categoria 1.2, si svolse il 9 marzo 2014 su un percorso di 187,2 km. Fu vinta dal danese Michael Carbel Svendgaard, che giunse al traguardo in 4h 14' 39" alla media di 44,19 km/h.
Furono 91 in totale i ciclisti che portarono a termine la gara.

## Squadre partecipanti
| N.      | Cod. | Squadra                  |
| ------- | ---- | ------------------------ |
| 1-8     | RDT  | Rabobank D.T.            |
| 11-18   |      | Lotto-Belisol U23        |
| 21-28   | LDT  | Leopard Development Team |
| 31-38   | GID  | D.T. Giant-Shimano       |
| 41-48   | FIX  | Team Fixit.no            |
| 51-58   |      | DRC del Mol              |
| 61-68   |      | BMC Development Team     |
| 71-78   | MMM  | Team 3M                  |
| 81-88   | CUL  | Cult Energy Vital Water  |
| 91-98   | CJP  | Cyclingteam Jo Piels     |
| 101-108 | VER  | Veranclassic-Doltcini    |
| 111-118 | ETI  | Etixx                    |

| N.      | Cod. | Squadra                 |
| ------- | ---- | ----------------------- |
| 121-128 | KOG  | Koga Cycling Team       |
| 131-138 | CCD  | Team Differdange-Losch  |
| 141-148 | PVC  | Parkhotel Valkenburg C. |
| 151-158 |      | Willebrord Wil Vooruit  |
| 161-168 |      | De Jonge Renner         |
| 171-178 | MET  | Metec-TKH               |
| 181-188 | VPC  | Riwal Cycling Team      |
| 191-198 | TKG  | Team Kuota              |
| 201-208 | OHR  | Team Øster Hus-Ridley   |
| 211-218 |      | Baby Dump Cyclingteam   |
| 221-228 |      | Croford Cyclingteam     |
| 231-238 | BAI  | Bike Aid-Ride for Help  |

## Ordine d'arrivo (Top 10)
| Pos. | Corridore                 | Squadra            | Tempo    |
| ---- | ------------------------- | ------------------ | -------- |
| 1    | Michael Carbel Svendgaard | Cult Energy        | 4h14'39" |
| 2    | Daniel McLay              |                    | s.t.     |
| 3    | Johim Ariesen             | Metec-TKH          | s.t.     |
| 4    | Jonas Aaen Jørgensen      | Riwal CT           | s.t.     |
| 5    | Kristian Haugaard Jensen  | Dev. Giant-Shimano | s.t.     |
| 6    | Timothy Stevens           | Team 3M            | s.t.     |
| 7    | Kevin Feiereisen          | Leopard Devel.     | s.t.     |
| 8    | Kevin Deltombe            |                    | s.t.     |
| 9    | Ricardo van Dongen        | Rabobank Dev.      | s.t.     |
| 10   | Michael Kurth             | Team Kuota         | s.t.     |